# Міжнародна федерація ліберальної молоді
Міжнародна федерація ліберальної молоді (IFLRY) — це міжнародна ліберальна молодіжна організація. Вона складається із глобального членства національних молодіжних організацій. Вони часто, але не виключно пов'язані з політичними партіями, які є членами ліберального інтернаціоналу.
FLRY має статус повноправного члена ліберального інтернаціоналу та Європейського молодіжного форуму (YFJ), який діє в рамках Ради Європи та Європейського Союзу та тісно співпрацює з обома цими органами.

## Історія
IFLRY продовжує традиції двох попередників. Першою була Всесвітня федерація ліберальної та радикальної молоді (WFLRY), заснована у 1947 році у Кембриджі, Велика Британія. WFLRY прагнула бути глобальною організацією, але переважно її активні члени перебували у Європі. Це призвело у 1969 році до створення окремої Європейської федерації ліберальної та радикальної молоді (EFLRY). WFLRY була розпущена у 1978 році.
У 1979 році на 6-му конгресі EFLRY у Сількеборгу, Данія, EFLRY перейменувалася на Міжнародну федерацію ліберальної та радикальної молоді IFLRY. Це започаткувало глобального розширення організації. Отже, 6-й конгрес визнано установчим конгресом IFLRY.
У 2001 році організація була перейменована на IFLRY — Міжнародну федерацію ліберальної молоді.

## Учасники
| Організація                                            | Регіон |
| ------------------------------------------------------ | ------ |
| Європейська ліберальна молодь (LYMEC)                  | Європа |
| Рада азіатських лібералів та демократів (CALD Youth)   | Азія   |
| Союз арабської молоді за свободу та демократію (AYUFD) | MENA   |
| Африканська ліберальна молодь (ALY)                    | Африка |